# Král času
Král času je jedna z pohádek české spisovatelky Boženy Němcové. Poprvé vyšla 26. listopadu 1857 v knize Slovenské pohádky a pověsti. Sestává ze dvou samostatných příběhů, jejichž pojítkem je skleněný vrch, sídlo mocného vládce, krále času, který vládne všemu a všem spravedlivě a bez rozdílu.

## Děj
První ze dvou příběhů vypráví o dvou bratrech, z nichž jeden byl sice chudý, avšak dobrého srdce a tomu druhému nechyběl majetek, zato laskavosti a lásky k bližnímu se mu nedostávalo.  Bez váhání vyhnal i svého hladového bratra, když k němu přišel žádat o kousek chleba pro svou rodinu. Ten v zoufalství doputoval až na skleněný vrch, kde věčný oheň hořel a kde se mu dostalo za jeho poctivost odměny a bohatství. Toho si vážil a uvážlivě s ním nakládal. Když to jeho závistivý bratr zjistil, chtěl pro sebe také více peněz získat. Proto se vydal i on na skleněný vrch a za chudobného se vydával. S touto lží ale nepochodil před dvanácti muži, kteří oheň střežili, natož pak před jejich vládcem a stihl ho krutý trest. Lakota a závist tedy prohrála boj s poctivostí a dobrotou.
Ve druhém příběhu je hlavním motivem láska. Vypráví o muži, který se vydal hledat svou ztracenou ženu. Díky lásce k ní a odhodlanosti ji najít by se nezalekl ničeho a nikoho. Prošel kus světa, kde se setkal s vládcem vody, ohně i větru, aby zjistil, že jeho ženu vězní čarodějnice nedaleko jeho chýše, právě pod skleněným vrchem. Vydal se tam s nadějí a prosbou o radu, jak svou ženu zachránit. Té se mu od vládce času sídlícího ve věčném ohni střeženém dvanácti sluhy dostalo a svou milou tak zachránil a získal zpět. Opět je zde ukázáno, že člověku poctivému a milujícímu se lépe vede, než zlu a podlosti.
V obou příbězích je jak dobro, tak zlo přesně charakterizováno a vymezeno, stejně jako myšlenka spravedlnosti, která je součástí většiny lidových povídek a báchorek.

## Okolnosti vzniku a vydání
V učitelském sborníku Rádce učitelův k přípravám na četbu čítankovou, díl první (k čítance pro první třídu), zmiňuje autor Jan Nešpor Krále času jako báchorku, kterou sebrala Božena Němcová spolu s dalšími při svém ozdravném pobytu v lázních na Slovensku. Pohádka pochází z rukopisu evangelického faráře a etnografa Samuela Reusse. Pohádka poprvé vyšla 26. listopadu 1857 v knize Slovenské pohádky a pověsti.
Kniha vyšla též v knize Nejhezčí pohádky Boženy Němcové, vydané v roce 1947 a v roce 1948 nakladatelstvím Komenium. Spolu s tímto příběhem lze v knize nalézt dalších osmnáct pohádek a povídek, vybraných a upravených Vítězslavem Šmejcem.
Dále ji pak lze nalézt například v knize pohádek Kráľ času, jejíž ilustrace vytvořil i slovenský výtvarník Alojz Klimo. Tyto ilustrace, vytvořené technikou koláže, popsal Marián Váross jako spojení křehkého lyrismu a dětského humor, vrchol Klimovy tvorby.
Král času se objevuje v knize Pohádky z roku 1983, což je sbírka příběhů Boženy Němcové a Karla Jaromíra Erbena, doplněná ilustracemi Josefa Lady.

## Přijetí díla
Tato povídka nepatří k nejznámějším dílům Boženy Němcové, nicméně její poselství je nadčasové, stejně jako důraz na lidské vlastnosti a hodnoty, které by měly převládat ve společnosti i v každém z nás. V příběhu lze také nalézt prvky, postavy v mnohém podobné  s dalšími příběhy téže autorky. Je to nejen oněch dvanáct mužů okolo ohně, ale třeba i vládci přírodních živlů podobně jako v pohádce O Slunečníku, Měsíčníku a Větrníku. A nebo motiv chudého a bohatého, co chtěl víc, a nakonec neměl nic.
Vysvětlením by mohl být fakt, že při sbírání příběhů, povídek a báchorek na Slovensku chtěla autorka co nejméně zasahovat do děje a ponechat je  tak co nejautentičtější a podobné vyprávění, jak je vyslechla od sousedů a starousedlíků a to i v případě, že šlo o příběh látkově příbuzný s pohádkou jinou. Jak poukazuje J. Polívka, právě Král času je toho příkladem, protože oněch dvanáct sluhů mocného krále času, sedících okolo stále hořícího ohně, lze dozajista připodobnit ke dvanácti mužům ovládajícím měsíce a roční období v pohádce O dvanácti měsíčkách.